# Jakuszyno (obwód omski)
Jakuszyno (ros. Якушино) – wieś (dieriewnia) w Rosji, w obwodzie omskim, w rejonie znamieńskim. W 2010 liczyła 29 mieszkańców.